# Лікофрон II
Лікофрон II — тиран міста Фери у Фессалії з 358 до 352 року до н. е. Став тираном після вбивства ним та його братом Тісіфоном тирана Фер Олександра. Спочатку Лікофрон правив разом із братом Тісіфоном (з 358 до 354 року до н. е.), потім разом з іншим братом Піфолаєм (з 354 до 352 року до н. е.).

## Біографічні відомості
Спочатку нові тирани спробували продовжити політику Олександра Ферського й поширити свою владу на інші міста Фессалії. Проте цьому завадив македонський цар Філіпп II у 357 році до н. е.). Тісіфон й Лікофрон допомагали між тим фіванцям проти афінян на Евбеї. З 354 року співволодарями Фер стали брати Лікофрон та Піфолай. Вони стали правити більш жорстко, тому мешканці поступово відверталися від тиранів, сподіваючись на допомогу македонського царя. У 354 році до н. е. Лікофрон напав на місто Лариса, але був розбитий Філіпом II.
Тоді Лікофрон звернувся по допомогу до полководця фокідян Ономарха, який надіслав Лікофрон 7000 вояків на чолі із своїм братом Фаїллом (353 рік до н. е.). Однак сили Лікофрона та Фаїлла були розбиті македонцями. Після цього у Фессалію вдерся сам Ономарх й змусив Філіпа II відступити з країни. Але у 352 році цар Македонії знову повернувся до Фессалії. В цих обставинах Лікофрон запросив знову Ономарха, запропонувавши йому владу над Фессалією. Незабаром на полі Крока Філіп II розгромив війська Ономарха (який загинув) та Лікофрона. після цього Лікофрон та Піфолай уклали з македонянами мир, згідно з яким вони відступили з 2000 вояків до Аттики. Тиранія у Ферах скінчилася, а царя Македонії Філіппа II обрано тагосом (верховним вождем) фессалійців.